# Brassaiopsis andamanica
Brassaiopsis andamanica là một loài thực vật có hoa trong Họ Cuồng cuồng. Loài này được R.N.Banerjee mô tả khoa học đầu tiên năm 1968.